# Johann Strube (Pädagoge)
Johann Strube (auch: Strubius, Straube; * 1600 in Bockenem; † 9. Juni 1638 in Hannover) war ein deutscher Pädagoge.

## Leben
Der Sohn des Generalsuperintendenten in Bockenem Johann Strube (* 1557, † 24. November 1622) und dessen Frau Anna Holstenberg († 1610) wurde in seinen Jugendjahren vom Vater unterrichtet. Dieser schickte ihn an die Schule in Goslar und Braunschweig. Am 21. November 1617 immatrikulierte er sich an der Universität Wittenberg. Jedoch finanzielle Engpässe nötigten ihn sein Studium zu unterbrechen und für 20 Monate einen Militärdienst als Soldat zu absolvieren.
Im Anschluss setzte er sein begonnenes Studium an der Universität Helmstedt fort, wo er die Erlaubnis bekam, an der philosophischen Fakultät Vorlesungen zu halten. 1622 erwarb er den akademischen Grad eines Magisters. 1623 wurde er Rektor der fürstlichen Klosterschule in Mariental, flüchtete von dort wegen des Dreißigjährigen Krieges nach Braunschweig, wo er Konrektor der Martinischule wurde, und ging 1626/27 als Rektor der Stadtschule nach Hannover.
Aus seiner Ehe mit Margaretha, der Tochter des Ratskämmers in Helmstedt Luder Buring, gingen fünf Söhne hervor, von denen drei den Vater überlebten.

## Weblink
- Druckschriften von und über Johann Strube im VD 17.